# SG Formula
SG Formula was een Frans autosportteam dat deelnam aan verschillende Formule Renault- en Formule 3-kampioenschappen. Het team werd in 2004 opgericht door Stephane Guerin.

## Geschiedenis

### 2004
SG Formula begon in 2004 in zowel de Franse Formule Renault en de Eurocup Formule Renault 2.0, met Yann Clairay en Guillaume Moreau in beide kampioenschappen en Romain Grosjean in het Franse kampioenschap. Clairay en Moreau eindigden respectievelijk als tweede en derde in het Franse kampioenschap, terwijl Grosjean op de zevende plaats de beste rookie was. Het team eindigde als tweede in het teamskampioenschap met zes overwinningen. Ook in de Eurocup won Clairay een race op het Circuit Magny-Cours.

### 2005
In 2005 nam SG naast het Franse kampioenschap en de Eurocup ook deel aan de Nederlandse Formule Renault. Met uitzondering van Moreau bleven alle coureurs voor het team rijden, terwijl Carlo van Dam, Johan Charpilienne, Franck Mailleux en Julien Jousse aan het team werden toegevoegd. Grosjean won het kampioenschap in Frankrijk, terwijl het team kampioen werd in zowel het Franse kampioenschap als de Eurocup. Van Dam behaalde ook drie podiumplaatsen in het Nederlandse kampioenschap. Aan het eind van het jaar nam het team deel aan een supportrace van de Grand Prix van Macau, waar het twaalfde en dertiende werd.

### 2006
In 2006 nam SG deel aan het Franse kampioenschap en de Eurocup nadat het Nederlandse kampioenschap werd opgeheven. Clairay nam slechts deel aan enkele races omdat hij zich concentreerde op de Le Mans Series, ook Charpilienne verliet het team aan het eind van 2005. Van Dam en Jousse bleven in 2006 bij het team, met Tom Dillmann en Van Dam in de Eurocup en Jousse en Jean Karl Vernay in het Franse kampioenschap. In de Eurocup eindigde Van Dam als derde in het kampioenschap, terwijl het team tweede werd. Vernay eindigde als tweede in het Franse kampioenschap, terwijl het team voor de tweede keer op een rij kampioen werd.

### 2007
In 2007 reed SG met twee teams in de Eurocup, genaamd SG Formula en SG Driver's Project, en nam enkele nieuwe coureus aan. Jon Lancaster eindigde als tweede in de Eurocup, terwijl het team kampioen werd met Nelson Panciatici, Charles Pic, Alexandre Marsoin, Anton Nebylitskiy, Jules Bianchi, Edouard Texte en Fabio Onidi als andere coureurs. In het Franse kampioenschap werd Bianchi kampioen en werd het team ook kampioen.

### 2008
In 2008 maakte SG de overstap naar de Formule 3 met een inschrijving in de Formule 3 Euroseries. Voormalige coureurs Clairay en Dillmann reden voor het team samen met Henkie Waldschmidt, waardoor het team zesde werd in het kampioenschap. Daniel Ricciardo en Andrea Caldarelli werden voor het team tweede en derde in de Eurocup, terwijl het team opnieuw kampioen werd met Ramez Azzam, Nebylitskiy, Jean-Éric Vergne, Nelson Lukes, Alexander Sims en Miquel Monrás als andere coureurs. In het Franse kampioenschap, wat de naam had veranderd naar de Formule Renault 2.0 West-Europese Cup, werd Ricciardo kampioen en het team werd voor de vierde keer op een rij kampioen.

### 2009
In 2009 keerde SG terug in de Euroseries, met Waldschmidt, Marsoin en Caldarelli als coureurs. Het team behaalde enkel met Caldarelli één podiumplaats om als zesde te eindigen bij de teams. In de Eurocup eindigde Vergne als tweede in het kampioenschap, terwijl het team ook tweede werd met evenveel punten als, maar minder overwinningen dan, Epsilon Euskadi. Ook in de West-Europese Cup eindigden zowel Vergne als het team als tweede in de respectievelijke kampioenschappen.
In 2009 nam SG ook deel aan de Formule Renault 3.5 Series vanaf het derde raceweekend op het Circuit de Monaco, nadat KTR zich vlak voor de start van het kampioenschap terugtrok. Het team reed met Nebylitskiy, Bianchi, Edoardo Mortara en de teruggekeerde Moreau als coureurs. Met één podium van Moreau eindigde het team slechts als twaalfde in het kampioenschap.
Aan het begin van 2010 trok het team zich terug uit de World Series, Formule 3 Euroseries en de Formule Renault 2.0.